# Karl Friedrich von Klinckowström
Karl Friedrich von Klinckowström, auch Klinkowström, (* 28. März 1738 in Steinhagen (Vorpommern); † 21. September 1816 in Korklack bei Gerdauen) war ein preußischer Generalleutnant der Infanterie. Er wurde am 6. Juni 1798 preußischer Graf.

## Leben

### Herkunft
Er war der Sohn des Bernhard Christoph von Klinckowström († 1754), Obrist eines chur-hannoverschen Infanterieregiments, und dessen Ehefrau Helene Barbara, geborene von Greiffenheim (* 1705).

### Militärkarriere
Klinckowström trat 1750 in den schwedischen Militärdienst im Infanterieregiment des Grafen Gabriel Spens. 1753 nahm er seinen Abschied und wurde im selben Jahr Fahnenjunker im württembergischen Füsilierregiment. Er wurde 1757 zum Fähnrich befördert und nahm an der Schlacht bei Prag teil. Dort und bei Zorndorf wurde er verwundet. 1759 wurde er zum Sekondeleutnant und Adjutant des Prinzen Heinrich von Preußen und nach der Schlacht bei Freiberg 1762 zum Hauptmann befördert. Nach dem Ende des Siebenjährigen Krieges wurde er als Stabskapitän zum Regiment „von Syburg“ versetzt, aber bereits einen Monat später zum Kompaniechef im Regiment „von Steinwehr“ ernannt.
Zum Major wurde er 1774 befördert. Während des Bayerischen Erbfolgekrieges führte er 1778 bei Schatzlar ein Freiwilligenbataillon und wurde für seine Verdienste mit dem Orden Pour le Mérite ausgezeichnet. Die Beförderung zum Oberstleutnant erfolgte 1783, zum Oberst zwei Jahre später. 1787 wurde er Kommandeur des Infanterieregiments „Graf von Henckels“. Am 11. August 1790 wurde er zum Generalmajor befördert. 1791 wurde er Chef des Infanterieregiments „Schlieben“. In der polnischen Kampagne wurde er mit dem Großen Roten Adlerorden ausgezeichnet. Zuletzt war er für fünf Jahre Inspekteur der oberschlesischen Infanterie und hatte ein Regiment in Brieg. 1798 wurde er in den erblichen preußischen Grafenstand erhoben. Er beendete 1799 als Generalleutnant seinen aktiven Dienst.

### Familie
Klinckowström heiratete am 6. Februar 1775 Luise Charlotte von Korff (1756–1789) eine Tochter des preußischen Etatsministers Friedrich Alexander Freiherr von Korff.  Das Paar hatte mehrere Kinder:
- Friedrich (1775–1856), Herr auf Sehmen

⚭ Henriette Friederike Karoline zu Eulenburg (1777–1823)
⚭ 1834 Karoline von Knobloch (* 1792)
- Karl Friedrich Ludwig (1780–1844), Herr auf Korcklack-Assaunen ⚭ Luise Ernestine von Blumenthal (1776–1829), Tochter von Hans von Blumenthal
- Karl Ludwig (1785–1788)
- Juliane Christine (1788–1798)

Er war dann mit Henriette Theresie Amalie Frederike von Hausen (1775–1848), der einzigen Tochter des Generals Friedrich Wilhelm Heinrich von Hausen verheiratet. Aus der Ehe, die später geschieden wurde, ging die Tochter Cecilie Karoline Henriette (1793–1797) hervor.